# Мерье-лез-Этан
Мерьё-лез-Этан (фр. Meyrieu-les-Étangs) — коммуна во Франции, находится в регионе Рона — Альпы. Департамент коммуны — Изер. Входит в состав кантона Л’Иль-д’Або. Округ коммуны — Вьенн.
Код INSEE коммуны — 38231. Население коммуны на 2012 год составляло 898 человек. Населённый пункт находится на высоте от 410  до 527  метров над уровнем моря. Муниципалитет расположен на расстоянии около 430 км юго-восточнее Парижа, 39 км юго-восточнее Лиона, 55 км северо-западнее Гренобля. Мэр коммуны — Alain Couturier, мандат действует на протяжении 2014—2020 гг.
Динамика населения (INSEE):

## Города-побратимы
- Пирингсдорф, Австрия (1995)